# Born to Mack
Born to Mack — дебютний студійний альбом американського репера Too Short, виданий 20 липня 1987 р. лейблом Dangerous Music. У 1988 р. після успіху міні-альбому Raw, Uncut, and X-Rated Jive Records перевидав платівку. Через рік цей лейбл випустив альбом на CD.
Альбом містить тексти сексуального змісту. Під час роботи над платівкою виконавець використовував синтезатор Sequential Circuits Prophet 5 і драм-машину Roland TR-808. Платівка стала андеґраунд-сенсацією в США. RIAA надала альбому платиновий статус.
У 1998 р. журнал The Source назвав платівку одним зі «100 найкращих реп-альбомів». Пісня «Freaky Tales» посіла 92-гу сходинку списку 100 найкращих реп-пісень [Архівовано 17 липня 2012 у Wayback Machine.]. У 2012 р. Insane Clown Posse віддали належне «Freaky Tales», восьмихвилинній композиції Too Short, видавши реліз Freaky Tales, який містив один трек тривалістю 64 хвилин.

## Список пісень
1. «Partytime»
2. «Mack Attack» (видано на версії 1988 р.)
3. «Playboy Short II»
4. «You Know What I Mean»
5. «Freaky Tales»
6. «Dope Fiend Beat»
7. «Little Girls» (з участю MC Jah)
8. «The Universal Mix»

## Чартові позиції
| Чарт                      | Найвища позиція |
| ------------------------- | --------------- |
| US Top R&B/Hip-Hop Albums | 1               |